# Stephan Lochner

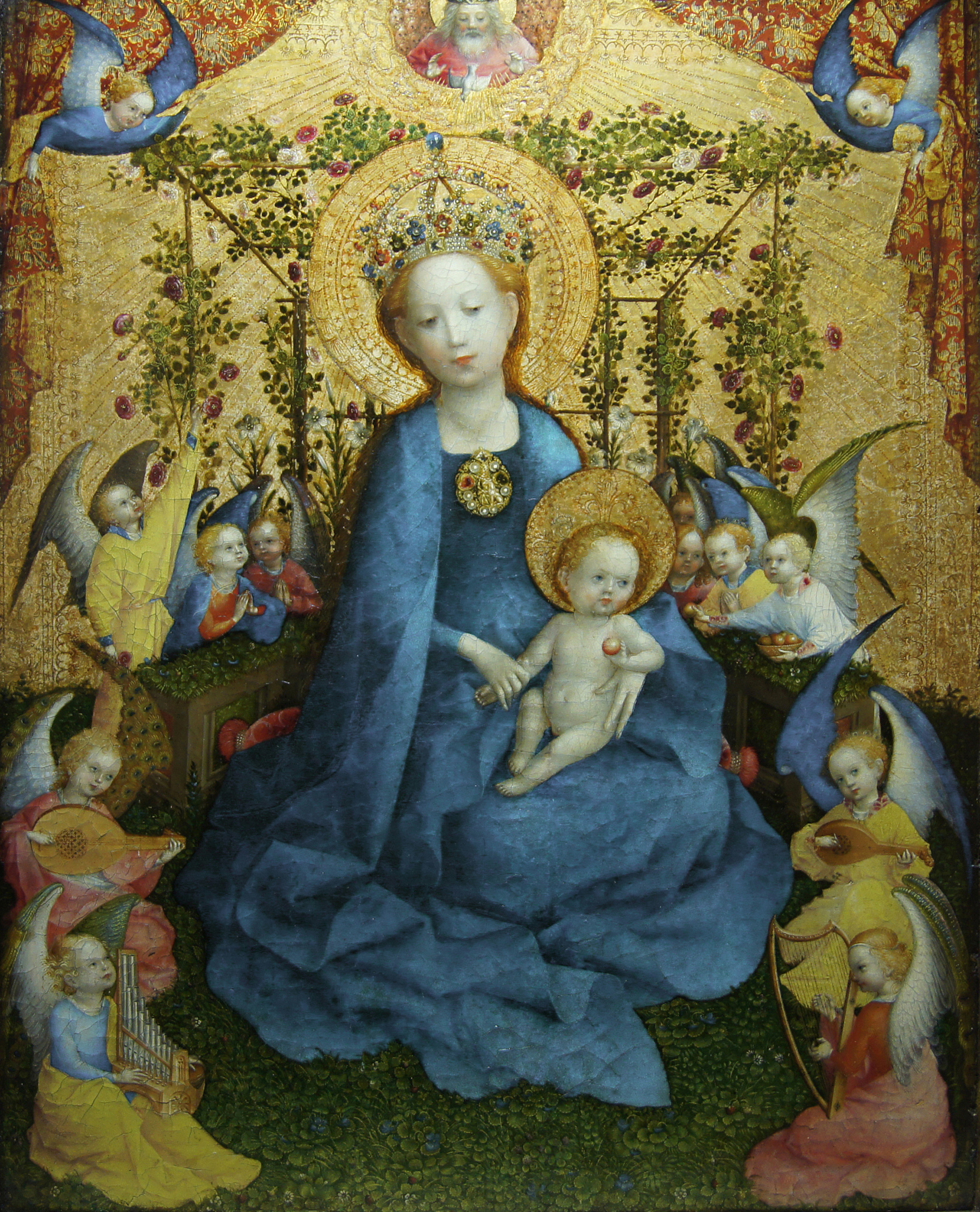
Madonna a la pèrgola del roser (1448)

Stephan Lochner (Meersburg, 1400 – Colònia, 1452) va ser un pintor alemany del gòtic tardà.
El seu estil, famós per la seva netedat de línies, combinava l'atenció gòtica cap a línies llargues que fluïen amb colors brillants, amb una influència del realisme flamenc i l'atenció pels detalls. Les seves composicions sovint estan farcides amb àngels fantasiosos, cantant i tocant instruments musicals.
Va treballar principalment a Colònia (Alemanya) i el seu treball principal és el tríptic de l'Altar dels Patrons de Colònia (fet durant els anys 1440, que està a la catedral de la ciutat), i què mostra la ciutat en l'homenatge al Nen Jesús. L'epítom del seu estil és la Madonna de la pèrgola rosa (c. 1448, exposat al Museu de Wallraf-Richartz a Colònia), mostrant la Mare de Déu i el Nen que descansa sota un roser florit assistida pels àngels infants característics de Lochner.
L'asteroide 12616 Lochner va rebre aquest nom en el seu honor l'any 2008.

## Obres
- Judici Final, cap a 1435, Wallraf-Richartz-Museum, Colònia.
- Els sants Caterina, Hubert i Quirinus amb un comitent, cap a 1435, Alte Pinakothek, Múnic.
- Altar dels Patrons de Colònia (Altar der Kölner Stadtpatrone o Kölner Dombild), cap a 1445, Catedral de Colònia.
- Crist a la Creu (Christus am Kreuz), Germanisches Nationalmuseum a Núremberg, Gm 13, sobre 1445?, 107,5 x 190,3 cm.
- Nativitat, cap a 1445. Alte Pinakothek, Múnic.
- Els sants Marc, Bàrbara i Lluc, 1445-1450, Wallraf-Richartz-Museum, Colònia.
- Tríptic amb la Mare de Déu i el Nen al jardí tancat, 1445-1450, Wallraf-Richartz-Museum, Colònia.
- Presentació de Jesús al Temple (Darbringung im Tempel), 1447, Museu estatal de Hessen, Darmstadt.
- Madonna a la pèrgola del roser, cap a 1448, Wallraf-Richartz-Museum, Colònia
- Adoració del Nen (Anbetung des Kindes)

## Galeria

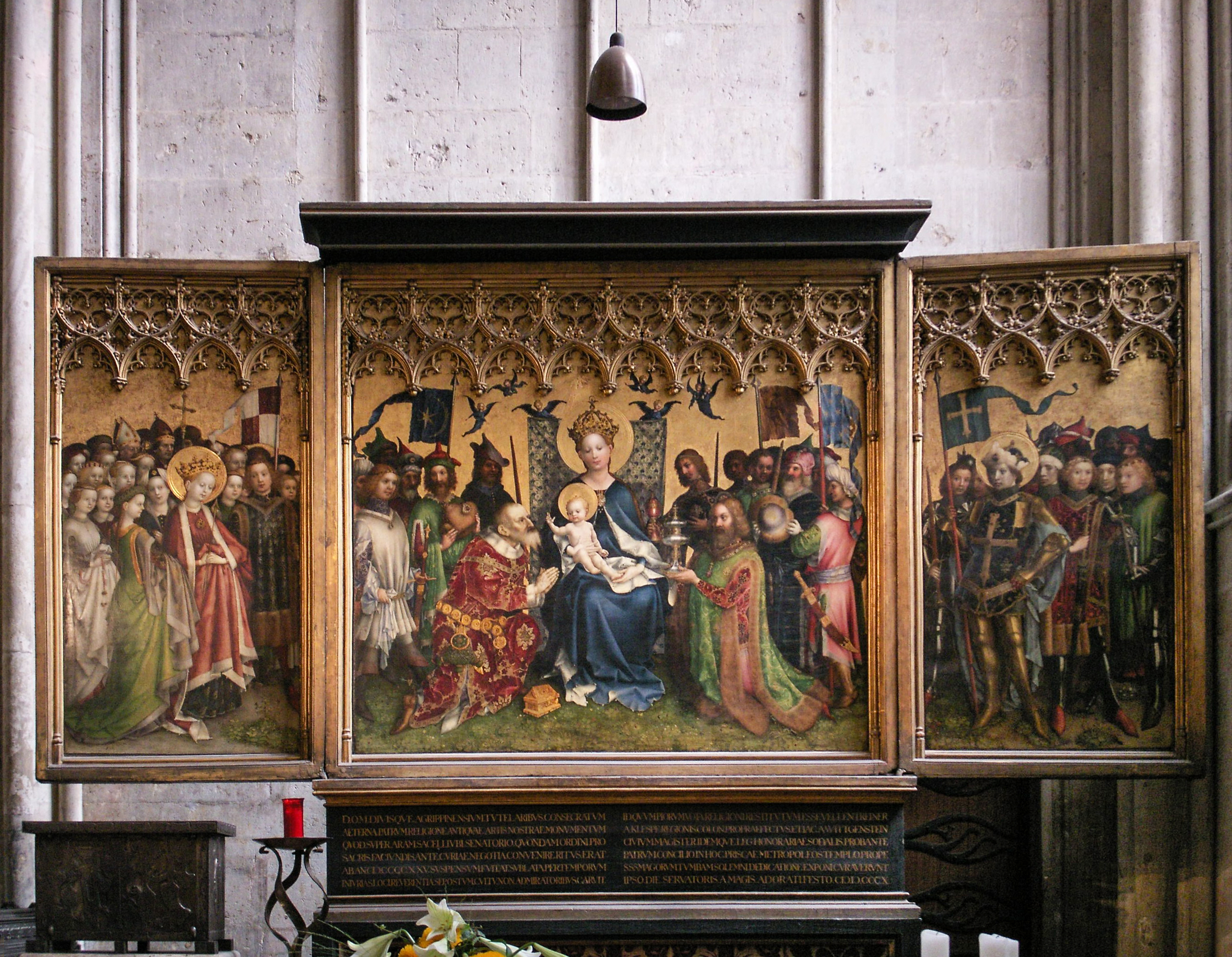
Altar der Kölner Stadtpatrone.
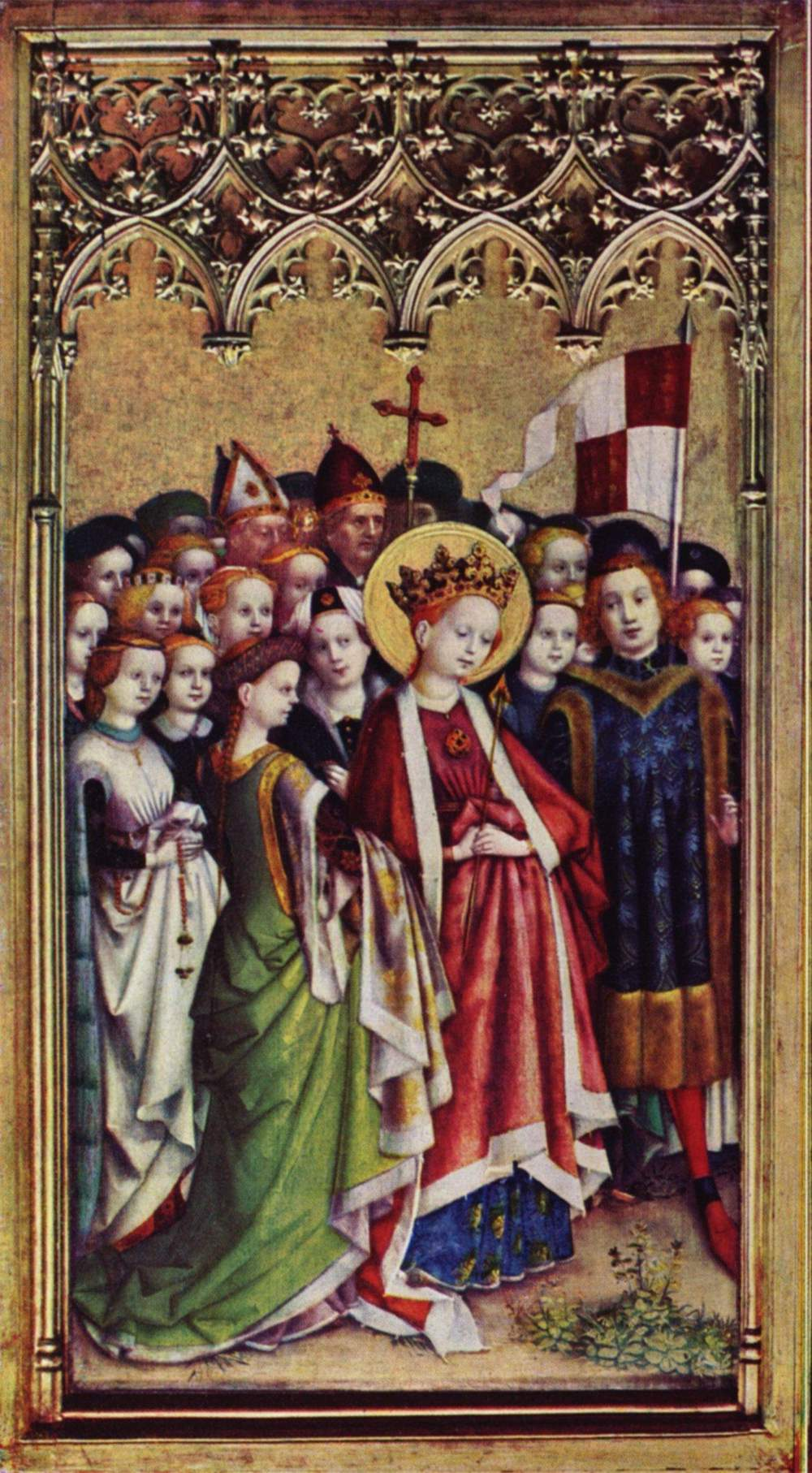
Altar der Kölner Stadtpatrone. Costat esquerre.
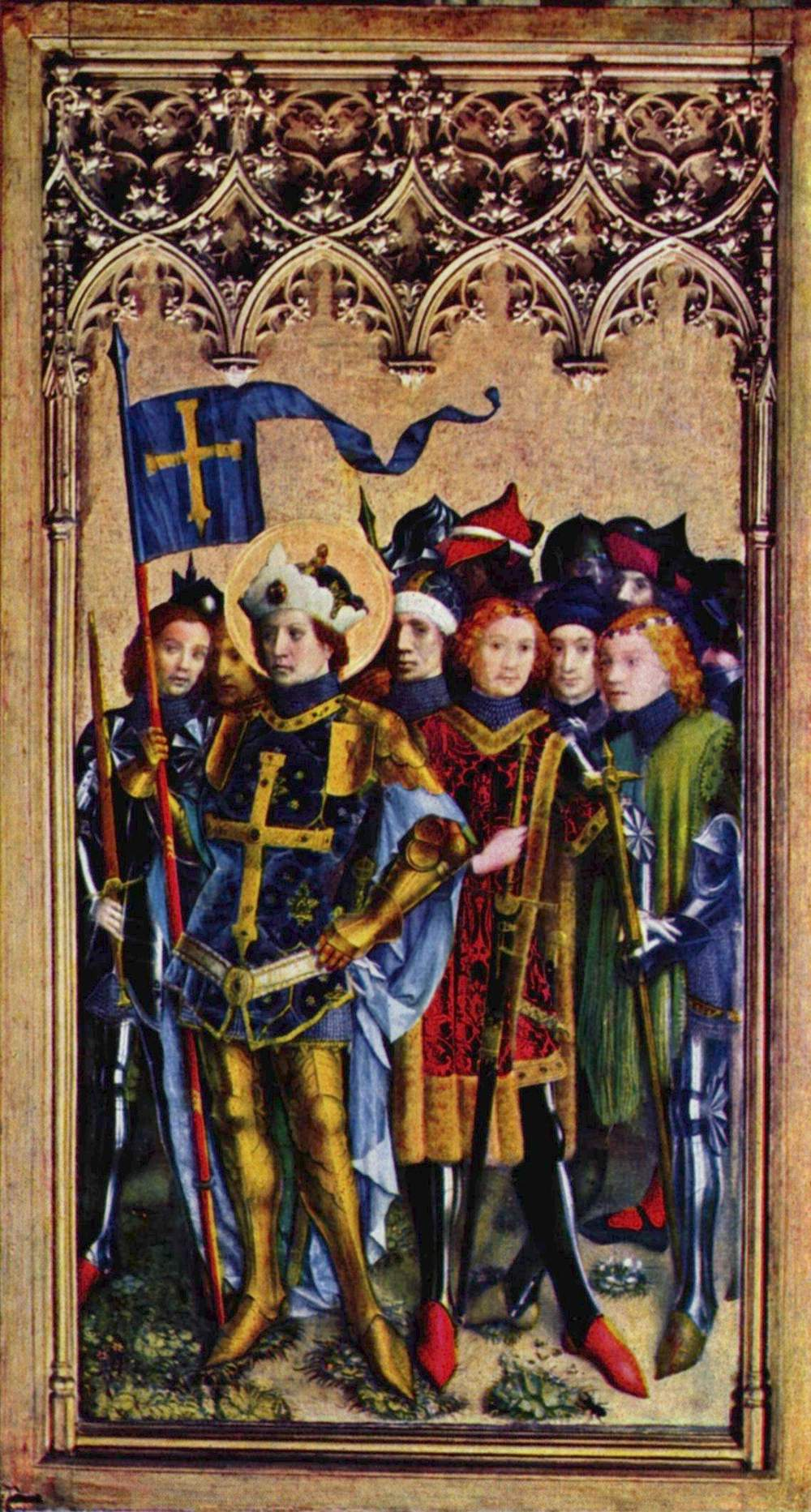
Altar der Kölner Stadtpatrone. Costat dret.
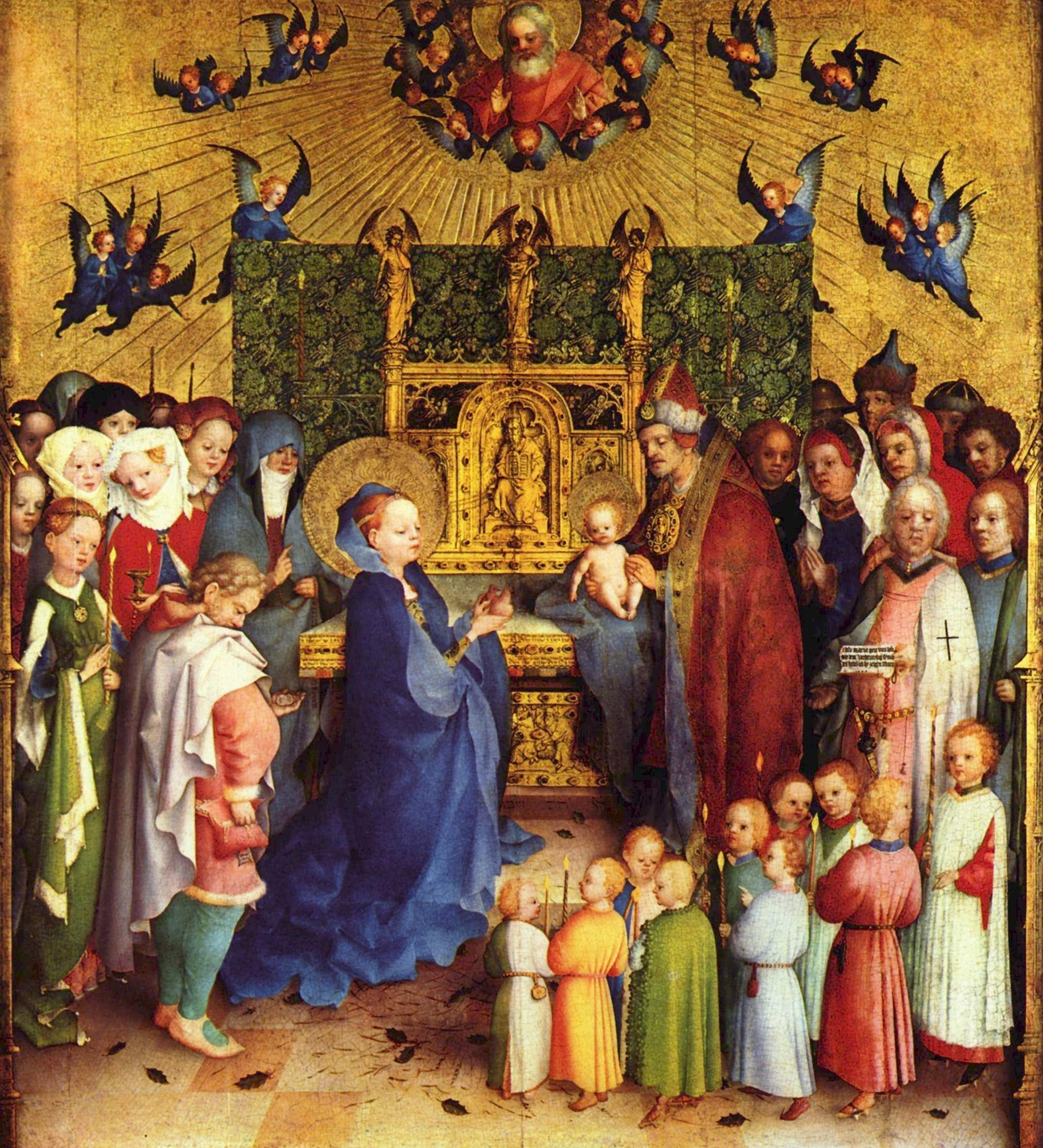
Presentació al Temple.
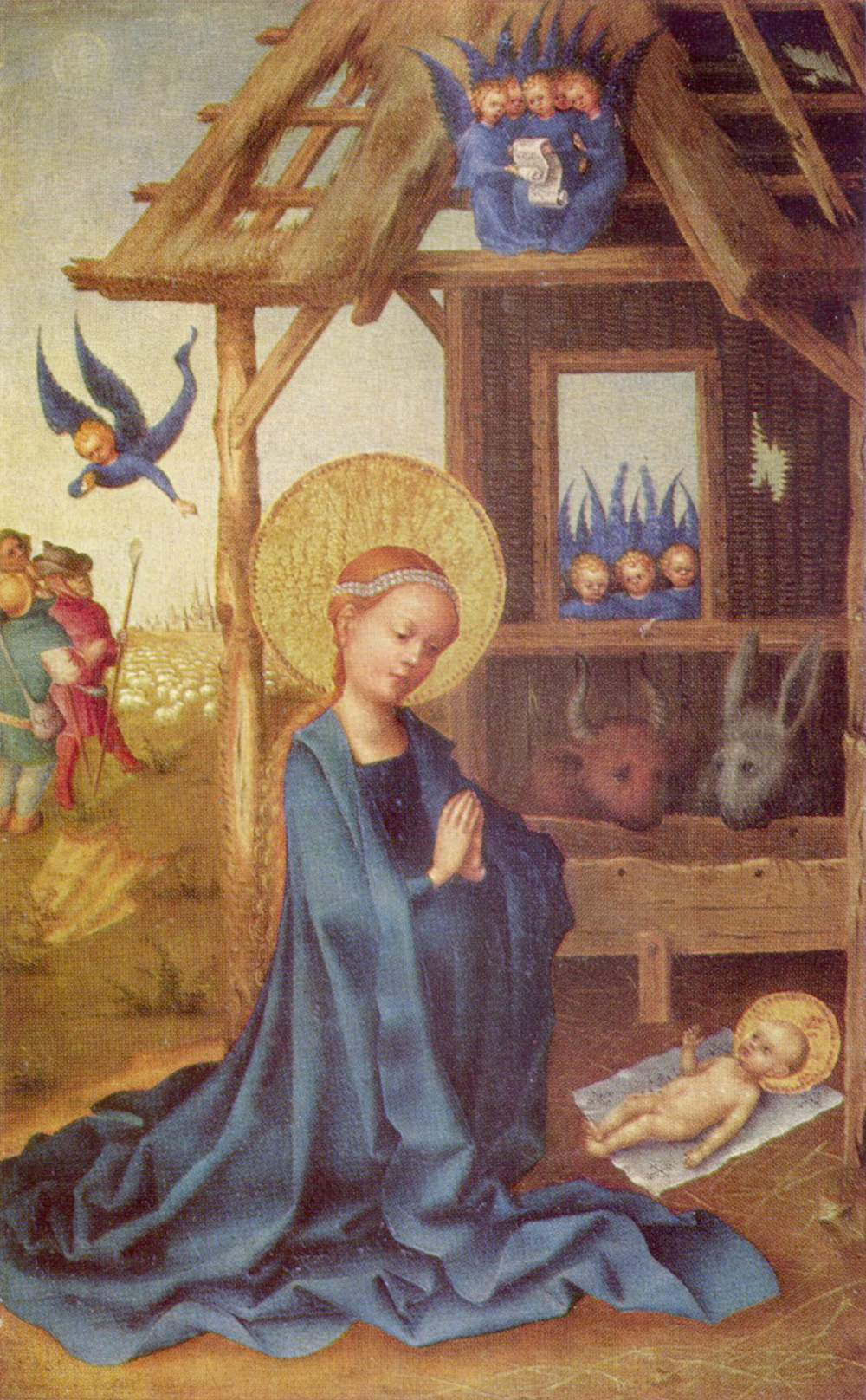
Nativitat.
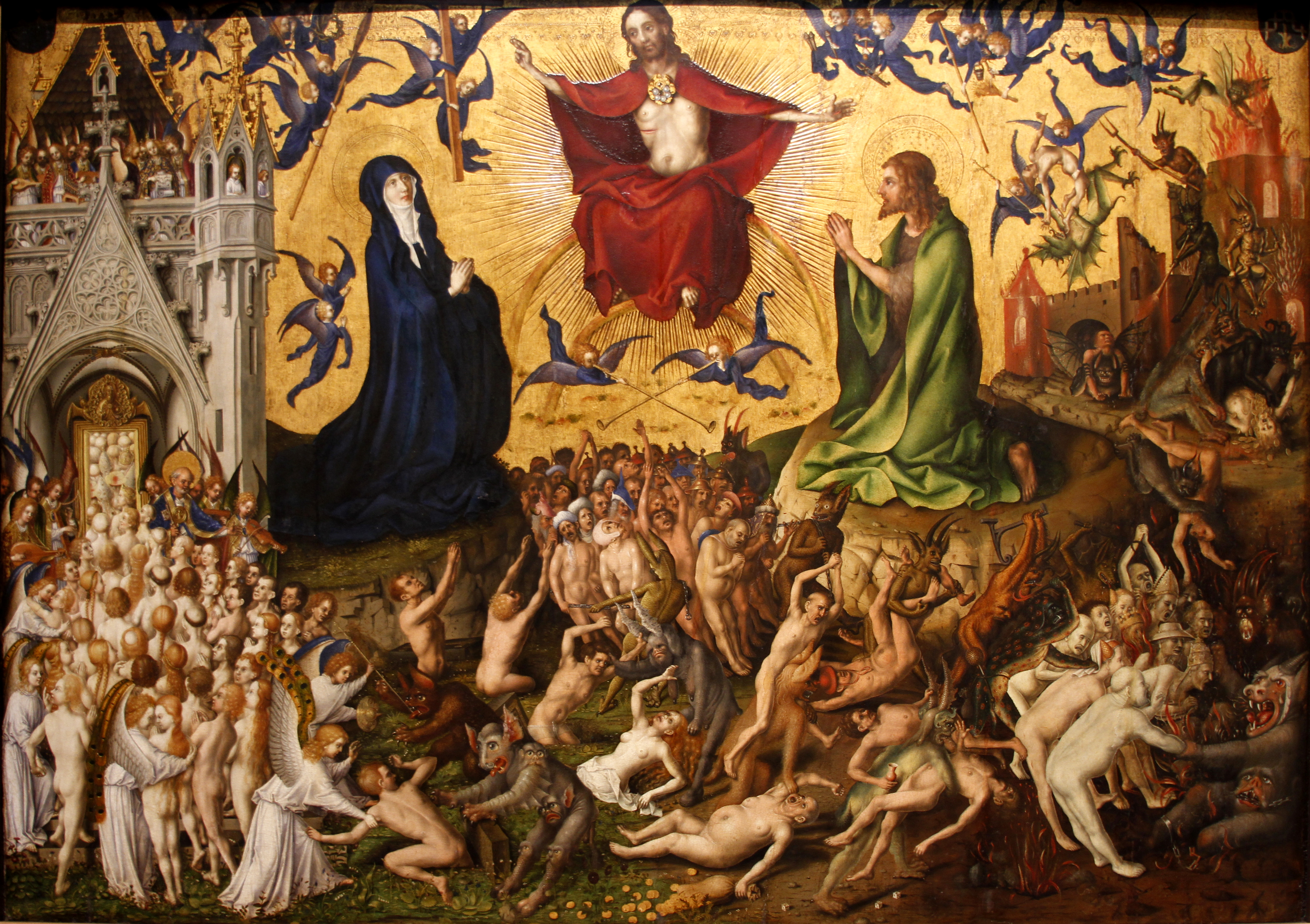
Judici Final.